# Distretto di Bugat (Bulgan)
Il distretto di Bugat è uno dei sedici distretti (sum) in cui è suddivisa la provincia di Bulgan, in Mongolia. Conta una popolazione di 1.890 abitanti (censimento 2009). 